# Cheumatopsyche gibbsi
Cheumatopsyche gibbsi är en nattsländeart som beskrevs av Statzner 1984. Cheumatopsyche gibbsi ingår i släktet Cheumatopsyche och familjen ryssjenattsländor. Inga underarter finns listade i Catalogue of Life.